# Harald Schütze
Harald Schütze (* 30. September 1948; † 13. Dezember 2016) war ein deutscher Fußballspieler. In der höchsten Spielklasse des DDR-Fußballs, der Oberliga, spielte er für den Berliner FC Dynamo.

## Sportliche Laufbahn

### Gemeinschafts- und Clubstationen

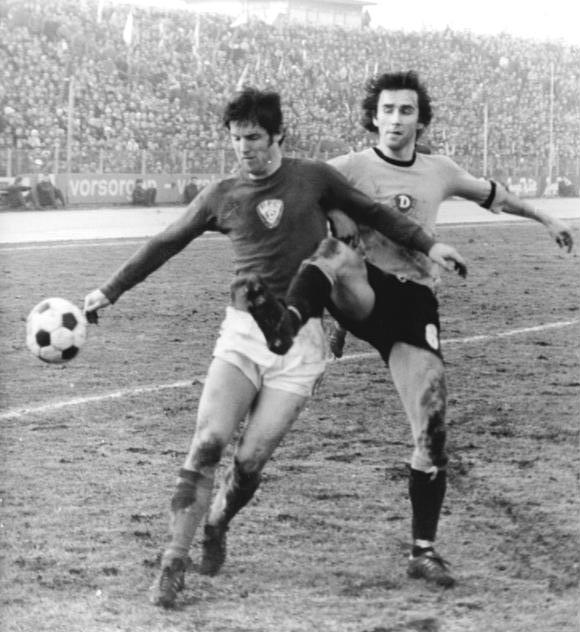
Harald Schütze (links) im Zweikampf mit Reinhard Häfner von Dynamo Dresden

Das Talent, das seine fußballerische Laufbahn mit zehn Jahren bei der BSG Motor Oschersleben begonnen und dann in seinem Heimatort bei der SG Dynamo (bzw. der ASG Vorwärts) Oschersleben fortgesetzt hatte, wechselte Mitte der 1960er-Jahre in die Nachwuchsabteilung des Sportclubs Dynamo Berlin. In seinem letzten Juniorenjahr wurde Schütze mit dem BFC Dynamo, der Anfang 1966 als Fußballclubs der Sportvereinigung Dynamo ausgegründet wurde, 1967 Zweiter der DDR-Meisterschaft, nachdem die Ost-Berliner das wiederholte Finalspiel gegen den FC Rot-Weiß Erfurt mit 0:1 nach Verlängerung verloren. Im Monate zuvor ausgetragenen Endspiel um den Junge-Welt-Pokal der Junioren hatte der BFC um Peter Rohde und Hans-Gustav Creydt denselben Gegner mit 3:2 besiegt, wobei Schütze in Gera den Siegtreffer erzielte.
In der Punktspielsaison 1966/67 kam Schütze parallel in der Männeroberligaelf des BFC zu seinem Debüt im ostdeutschen Oberhaus. Der junge Angriffs- und Mittelfeldspieler absolvierte in seiner ersten Oberligasaison drei Einsätze. Hinter Stammkräften wie Joachim Hall, Hermann Bley und Lothar Paul war es für den jungen Schütze schwer, bereits auf regelmäßige Einsätze zu kommen. Am Ende der Spielzeit stieg der Club als Vorletzter ab. In der Saison 1967/68 peilte der BFC in der zweitklassigen Liga den sofortigen Wiederaufstieg an. Dies gelang dem Hauptstadtclub und der Teenager trug mit drei Treffern in 14 Partien zur Rückkehr in die Oberliga bei.
Zunächst rückte Schütze hinter Rainer Geserich und Peter Lyszcan zum Stürmer Nummer 3 auf, sollte sich aber in den Folgejahren zu einer der Säulen im Team entwickeln. Er absolvierte in der ersten Saison nach dem Wiederaufstieg alle 26 Punktspiele und war hinter Manfred Becker mit vier Treffern zweitbester Schütze seiner Mannschaft. Im Folgejahr entschied sich Trainer Hans Geitel immer öfter dafür, den Angreifer ins Mittelfeld zurückzuziehen. In der Oberliga etablierte sich der BFC in der folgenden Zeit immer besser. Zwar spielte der Klub noch keine bedeutende Rolle im Ligaspielbetrieb, erreichte aber am Ende der Saison 1970/71 das Finale des DDR-Fußballpokals. Gegen den frischgebackenen Meister Dynamo Dresden konnten die Berliner lange mithalten und unterlagen erst in der Verlängerung mit 1:2. Schütze war als rechter Mittelfeldspieler aufgeboten worden, wurde aber kurz nach dem Ausgleichstor der Berliner in der 73. Minute ausgewechselt.
Trotz der Niederlage hatten sich die Berliner für den europäischen Wettbewerb Pokal der Pokalsieger qualifiziert. Dort traf die Mannschaft in der ersten Runde auf Cardiff City aus Wales. Nachdem im Hinspiel Cardiff bis zur 90. Minute wie der Sieger aussah, konnte Schütze noch zum 1:1 ausgleichen. Da das Rückspiel ebenfalls 1:1 endete, musste das Elfmeterschießen entscheiden. Schütze wurde bereits in der Verlängerung für Ralf Schulenberg ausgewechselt und konnte nicht mehr antreten. Dynamo schaffte es bis ins Halbfinale, schied dann aber gegen Dynamo Moskau aus. Schütze spielte in allen Partien des Wettbewerbs von Anfang an und konnte dabei zwei Treffer erzielen. Durch den zweiten Platz in der Saison 1971/72 qualifizierte sich der BFC Dynamo für den UEFA-Pokal 1972/73. Auch hier bestritt der gelernte Dreher alle sechs Spiele mit seiner Mannschaft, ehe diese gegen den FC Liverpool ausschied. Nachdem in der ersten Runde dieses Wettbewerbs das Hinspiel gegen Angers SCO 1:1 geendet hatte und es auch im Rückspiel bis zur 55. Minute 1:1 stand, konnte Schütze mit seinem ersten UEFA-Cup-Treffer zur 2:1-Führung die Partie für die Berliner entscheiden.
Auch in der Saison 1975/76 wurde Schütze mit dem BFC noch einmal Vizemeister, hatte aber nur noch 13 Punktspieleinsätze absolviert. In der Spielzeit 1976/77 wurde Schütze nur noch in der ersten Halbserie in zehn Oberligapunktspielen eingesetzt, danach erklärte er mit knapp 28 Jahren überraschend seinen Rücktritt. In seinen zehn Oberligajahren hatte er beim BFC Dynamo 183 Punktspiele bestritten, dabei 23 Tore erzielt. In den Europapokalspielen der Berliner war er 15 Mal eingesetzt worden und hatte drei Tore beigesteuert.

### Auswahleinsätze
Mit 18 Jahren rückte Schütze ins internationale Rampenlicht. Am 5. Oktober 1966 stand er zum ersten Mal in einem Länderspiel der DDR-Juniorenauswahl bei der 0:1-Auswärtsniederlage gegen die jugoslawischen Altersgenossen auf dem Platz. Er bestritt auch alle drei Vorrundenspiele des UEFA-Juniorenturniers 1967 in der Türkei. Bei nur einem Sieg schieden die DDR-Junioren allerdings frühzeitig aus dem Wettbewerb aus. Insgesamt absolvierte Schütze sieben Spiele in der ostdeutschen U-18.
Zwischen 1967 und 1972 bestritt Schütze elf Länderspiele in der DDR-Nachwuchsauswahl. Bei seinem Debüt gegen die ungarische U-23 im September 1967 erzielte er beim 1:1 vor heimischer Kulisse in Weimar seinen einzigen Treffer für dieses Team.
In seiner zweiten Oberligasaison 1968/69 empfahl sich Schütze mit konstant guten Leistungen erneut für internationale Aufgaben. So rückte er in den Kader der A-Nationalmannschaft auf, die sich zum Endkampf um die Qualifikation zur Fußballweltmeisterschaft 1970 rüstete. In Vorbereitung auf die entscheidenden Spiele gegen Wales und Italien testete Nationaltrainer Harald Seeger im Sommer 1969 mehrere junge Spieler, zu denen auch Schütze zählte. So weilte er Anfang Juli mit der Nationalelf auf einer Trainings- und Wettkampfreise in Schweden, bei der er sich auch als Torschütze auszeichnen konnte. Zuvor hatte er in einem Treffen zwischen der Nationalelf Chiles und einer mit der A-Mannschaft identischen DDR-Oberligaauswahl, das vom DFV nicht als offizielles Länderspiel gewertet worden ist, in den zweiten 45 Minuten als Einwechselspieler für Horst Wruck mitgewirkt.
Am 9. Juli 1969 erhielt der BFC-Angreifer im A-Länderspiel gegen die Vereinigte Arabische Republik seine Bewährungschance an der Seite von Hans-Jürgen Kreische im offensiv aufgestellten Mittelfeld hinter dem Dreiersturm Jürgen Sparwasser, Henning Frenzel und Eberhard Vogel. Obwohl die DDR-Elf klar mit 7:0 gewann, wurde der Debütant vom Fachblatt fuwo eher kritisch gesehen, da aus Sicht des Chefredakteurs Klaus Schlegel „Schütze zwar gute Ansätze erkennen ließ, mitunter aber zu sehr das Spiel verzögerte und zu langsam war.“ Er wurde später nicht weiter in der A-Auswahl berücksichtigt.

## Weiterer Werdegang
Nach dem Rückzug aus dem Fußball-Leben kehrte Schütze später noch einmal in den sportlichen Bereich zurück. Nach der deutschen Wiedervereinigung machte er sich selbständig und eröffnete in Berlin-Hohenschönhausen eine eigene Sporthalle. Einige Jahre später verlegte er seinen Wohnsitz nach Köln.